# Matjaž Pungertar
Matjaž Pungertar (né le 14 août 1990 à Ljubljana) est un sauteur à ski slovène.

## Carrière
Matjaž Pungertar participe à ses premières compétitions FIS en 2005. Il concourt régulièrement dans la Coupe continentale à partir de la saison 2010-2011, durant laquelle il obtient deux victoires en Corée du Sud. Il fait ses débuts en Coupe du monde en janvier de la même année à Willingen mais enchaîne les concours à ce niveau à partir de la saison 2012-2013, où il marque ses premiers points. Il est sélectionné pour les Championnats du monde 2013 à Val di Fiemme, se classant 24e sur le petit tremplin. En septembre 2013, il remporte une manche du Grand Prix d'été disputée à Almaty devant son compatriote Jernej Damjan. La saison de Coupe du monde 2013-2014 est moins fructueuse pour lui et doit retourner en Coupe continentale pour regagner sa place dans l'élite en fin de saison.
Dans la Coupe du monde 2014-2015, il améliore ses résultats et connait ses premiers top 10 dans cette compétition avec une septième et une sixième place à Nijni Taguil.

## Palmarès

### Championnats du monde
| Épreuve / Édition | Val di Fiemme 2013 | Falun 2015 |
| Petit tremplin    | 24e                | -          |
| Grand tremplin    | -                  | 37e        |

### Coupe du monde
- Meilleur classement général : 25e en 2015.
- Meilleur résultat individuel : 6e.

#### Différents classements en Coupe du monde
| Année     | Classement général final |
| 2012-2013 | 48e                      |
| 2013-2014 | 72e                      |
| 2014-2015 | 25e                      |

### Grand Prix d'été
- Meilleur classement général : 4e en 2013.
- 1 victoire.